# Trigonotis giraldii
Trigonotis giraldii là loài thực vật có hoa trong họ Mồ hôi. Loài này được Brand miêu tả khoa học đầu tiên năm 1929.